# Творасти мајмун
Творасти мајмун (енгл. Skunk ape) је хоминидно криптозоолошко биће које наводно насељава Флориду, Северну Каролину и Арканзас. Именован је као Творасти мајмун зато што наводно личи на мајмуна али јако смрди. Извештаји који су говорили о виђењима Творастог мајмуна били су најчешћи 1960-их и 1970-их. У јесени 1974. било је много извештаја о виђењима НЛО-а, и појављивања великог смрдљивог, длакавог створења.
2000. су у полицију стигле две фотографије послате од анонимне жене које су наводно једине фотографије Творастог мајмуна. Уз фотографије дошло је и писмо у којем пише како су фотографије направљене у дворишту анонимне жене које је фотографије послала. Жена је написала како је ово створење три ноћи улазило у њено двориште. Она је била уверена да је ово створење орангутан, али када је полиција погледаја фотографије установљено је да то није орангутан. Неки полициски службеници су тврдили да је фотографија лажна, а када су фотографије темељније погледане неки су помислили да је то у ствари човек са маском.